# Rhegmoclemina scrobicollis
Rhegmoclemina scrobicollis is een muggensoort uit de familie van de Scatopsidae. De wetenschappelijke naam van de soort is voor het eerst geldig gepubliceerd in 1916 door Melander.